# L'oferta
"L'oferta" (títol original en anglès "The Price") és el vuitè episodi de la tercera temporada de la sèrie de televisió de ciència-ficció estatunidenca Star Trek: La nova generació, i el 56è de tota la sèrie, que es va emetre originalment el 13 de novembre de 1989, en redifusió als Estats Units. Fou dirigit per Robert Scheerer amb guió de David Kemper i Michael Piller.
Ambientada al segle XXIV, la sèrie segueix les aventures de la tripulació de la nau de la Flota Estel·lar de la Federació Enterprise-D sota el comandament del capità Jean-Luc Picard. En aquest episodi, diversos grups, inclosa la Federació, licitan els drets per gestionar l'entrada a un forat de cuc prop d'un planeta amb pocs recursos.

## Argument
La tripulació acull un grup de dignataris interplanetaris visitants que estan negociant els drets d'un forat de cuc estable al Quadrant Gamma descobert pel poble barzan, que podria proporcionar una valuosa i eficient "via ràpida" a través de l'espai conegut. Deanna Troi, aclaparada per les seves funcions com a consellera del vaixell, accepta de mala gana assistir a la recepció de les delegacions. Coneix a Devinoni Ral, en secret un company empàtic i negociador d'un dels grups. Ral i Troi de seguida tenen una aventura apassionada.
Mentrestant, les converses sobre els drets del forat de cuc arriben a un punt d'ebullició. Decidits a fer-se càrrec dels drets, els ferengi utilitzen un verí per incapacitar el representant de la Federació, Seth Mendoza. El capità Jean-Luc Picard selecciona el primer oficial William Riker per substituir Mendoza en representació dels interessos de la Federació. Riker recomana que l'USS Enterprise realitzi una expedició exploratòria abans de comprometre la Federació amb un contracte vinculant. Picard accepta i ordena a l'enginyer en cap La Forge i al segon oficial Data que portin una llançadora al forat de cuc. Els Ferengi decideixen enviar una llançadora pròpia, en un esforç per competir amb la Federació. Les dues embarcacions se sorprenen de trobar-se al Quadrant Delta; com que controlen el forat de cuc, La Forge i Data coincideixen que si bé l' "entrada" del forat de cuc pot ser estable, la "sortida" no ho és, la qual cosa fa que el forat de cuc no tingui cap valor. A més, detecten indicis que la "sortida" del forat de cuc es pot moure aviat, cosa que els impediria tornar a casa com s'esperava. Data i La Forge intenten avisar els ferengi, però els ferengi es burlen de la seva preocupació i es neguen a seguir-los ràpidament, així que Data i La Forge entren sols al forat de cuc. Aleshores, els ferengi se sorprenen quan el forat de cuc s'esvaeix davant d'ells, deixant-los encallats al Quadrant Delta.
Mentrestant, a l' Enterprise continuen les negociacions pel forat de cuc, així com les espurnes entre Troi i Ral. Tot i que s'ha enamorat de Ral, Troi comença a pensar en ell quan li diu en íntima confiança que és en part betazoide i que ha estat utilitzant les seves habilitats empàtiques per manipular els delegats contraris en les negociacions.
Ral limita la competència amb destresa a la Federació i als seus propis empresaris, els crisàlides. Just abans que Riker pugui obtenir els drets del forat de cuc, els ferengi amenacen amb destruir el forat de cuc, al·legant que una "font informada" els ha dit que la Federació ha fet un pacte encobert amb el premier barzan. Picard demana la presència de Riker al pont per fer front a la situació; en la seva absència, Ral s'aprofita i basa el seu cas sobre els desitjos de pau del líder de Barzan per guanyar la reclamació del forat de cuc per al seu grup. Quan Troi s'adona que Devinoni va organitzar tot l'altercat per sabotejar la Federació, el seu sentit del deure l'obliga a trair la seva confiança i parlar públicament. Abans que el primer ministre de Barzan tingui l'oportunitat de cancel·lar el tracte amb Ral i els Crisàliddes, la llançadora Enterprise emergeix del forat de cuc i saluda la nau, anunciant que no té valor. Aleshores, Ral s'acomiada de Troi i torna a enfrontar-se als seus empradors per comprar drets sense valor.

## Repartiment i doblatge al català
La sèrie va ser doblada al català pels estudis Tramontana (primera part) i Soundtrack (segona part) i emesa a TV3 l’any 1991. Els dobladors de l'episodi foren:
| Personatge      | Actor/actriu      | Veu en català    |
| --------------- | ----------------- | ---------------- |
| Jean-Luc Picard | Patrick Stewart   | Joan Crosas      |
| William Riker   | Jonathan Frakes   | Antoni Forteza   |
| Data            | Brent Spinner     | Joaquim Sota     |
| Geordi La Forge | LeVar Burton      | Aleix Estadella  |
| Worf            | Michael Dorn      | Enric Arquimbau  |
| Beverly Crusher | Gates McFadden    | Aurora Garcia    |
| Deanna Troi     | Marina Sirtis     | Victòria Pagès   |
| Wesley Crusher  | Will Wheaton      | Roger Pera       |
| Devinoni Ral    | Matt McCoy        | Joan Pera        |
| Bhavani         | Elizabeth Hoffman | Núria Cugat      |
| Seth Mendoza    | Castulo Guerra    | Francesc Alborch |
| Daimon Goss     | Scott Thomson     | Manel Català     |
| Dr. Arridor     | Dan Shor          | Xavier Fernández |
| Leyor           | Kevin Peter Hall  | Miquel Bonet     |

## Reception
Keith R.A. DeCandido de Tor.com va puntuar l'episodi 6 sobre 10, considerant-lo ccom un episodi lleugerament superior a la mitjana de Star Trek: La nova generació. La seva major debilitat és el càsting de Matt McCoy en el paper convidat de Devinoni Ral. McCoy no té cap química amb Marina Sirtis. Apareix sòrdid quan se suposa que ha de semblar encantador, i mediocre quan se suposa que ha de semblar carismàtic. Tanmateix, l'episodi se salva pel bon guió i els molts altres elements argumentals. Els diàlegs entre Troi i Crusher i entre Picard i els ferengi són genials. Els ferengis tenen una bona barreja de perill i comèdia.
El 2020, GameSpot va assenyalar que aquest episodi contenia un dels moments més estranys de la sèrie, la conversa sexual sorprenentment flagrant en un xat d'entrenament entre Troi i la doctora Beverly Crusher.

## Llançament domèstic
L'episodi es va publicar amb la caixa del DVD de la tercera temporada de Star Trek: La nova generació, llançat als Estats Units el 2 de juliol de 2002. Tenia 26 episodis de la temporada 3 en set discos, amb una pista d'àudio Dolby Digital 5.1. Va ser llançat en Blu-ray d'alta definició als Estats Units el 30 d'abril de 2013.
El 23 d'abril de 1995, "L'oferta" i "L'enemic" es van publicar a LaserDisc als Estats Units.
Al Japó, el seu llançament en LaserDisc va arribar el 5 de juliol de 1996, al conjunt de mitja temporada Log. 5: Third Season Part.1 per CIC Video. Aquest incloïa episodis fins a "Una qüestió de perspectiva" en discos òptics de doble cara de 12 polzades. El vídeo estava en format NTSC amb pistes d'àudio tant en anglès com en japonès.